# Synagoge (Sagan)
Koordinaten: 51° 37′ 4,1″ N, 15° 19′ 29,6″ O

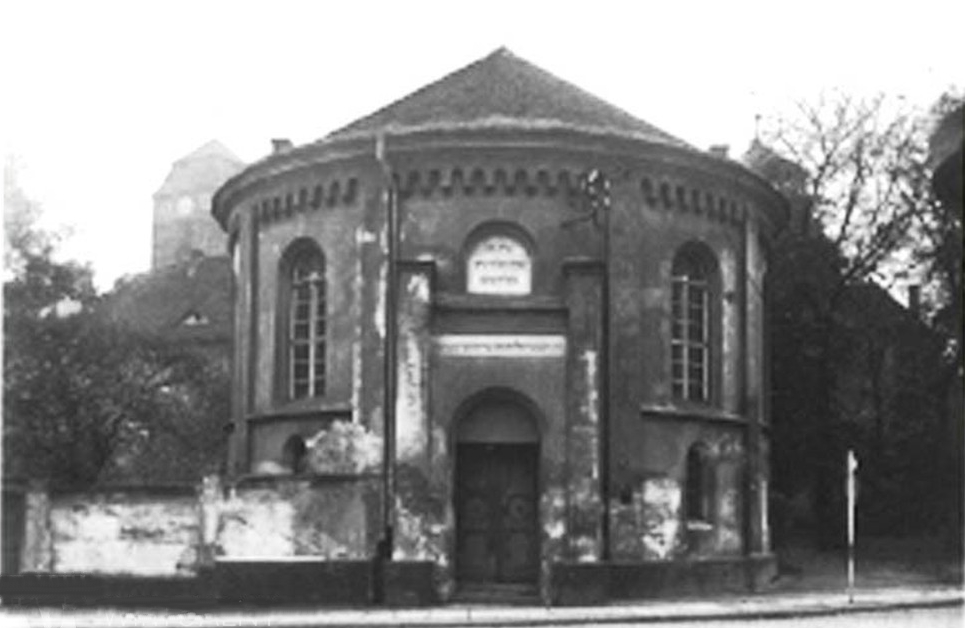
Synagoge in Sagan

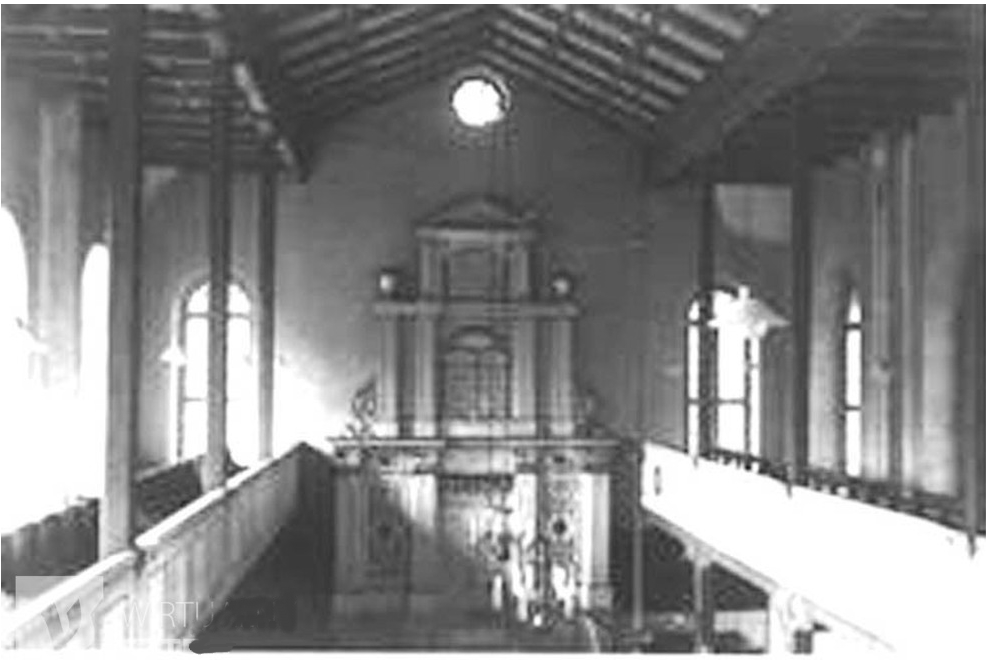
Innenansicht

Die Synagoge in Sagan (polnisch Żagań), einer polnischen Stadt in der Woiwodschaft Lebus, wurde 1857 errichtet. Die Synagoge befand sich an der Stadtwiese.
In der Synagoge, die in einem alten Festungsturm eingerichtet war, wurde der letzte Gottesdienst im Jahr 1930 abgehalten.
Während der Novemberpogrome 1938 wurde das Synagogengebäude in Brand gesetzt.

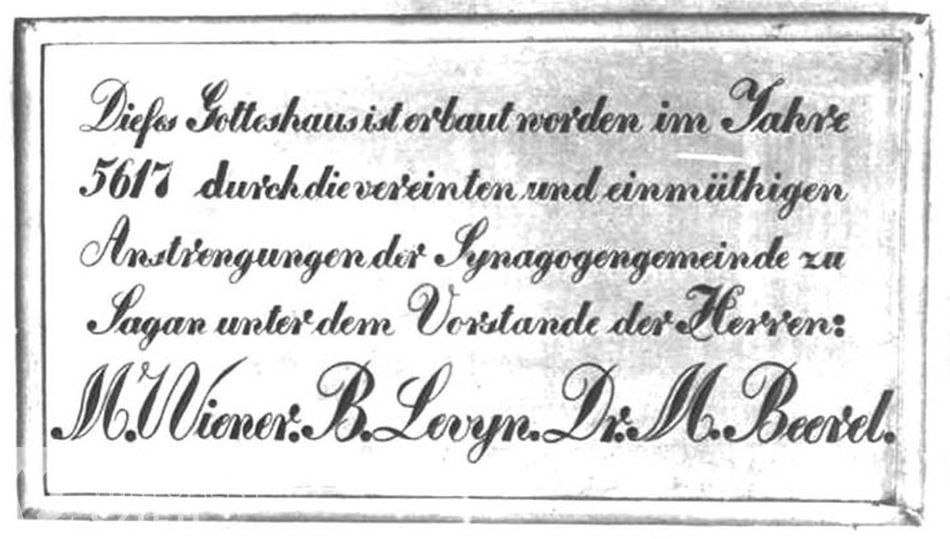
Widmung des Baus durch den Vorstand der Synagogengemeinde Sagan